# Lola Flores
Dolores Flores Ruiz —de nom artístic Lola Flores i, també coneguda amb els sobrenoms de La Faraona i Lola d'Espanya— (Xerès, 21 de gener de 1923 - Alcobendas, província de Madrid, 16 de maig de 1995) va ser una cantant i ballarina de flamenc andalusa. També va intervenir en algunes pel·lícules de cinema entre 1939 i 1987. Franco va utilitzar-la com a símbol de la cultura del seu règim, així com el flamenc i la dansa espanyola en general.
És matriarca d'una família de coneguts artistes. L'any 1958 es va casar amb el barceloní el Pescaílla, un dels pares de la rumba catalana, i amb ell va tenir tres fills que s'han dedicat a la cançó: Dolores (coneguda com a Lolita), Antonio González Flores i Rosario. Les seves netes Alba Flores i Elena Furiase han començat les seves carreres d'actrius.
El talent i qualitat artística de Lola Flores són àmpliament reconeguts, encara que popularment ha estat també molt coneguda com a símbol franquista o com a personatge de la premsa del cor del seu país durant molts anys.

## Carrera professional
Lola Flores va anar a l'escola a Sevilla, on va viure de 1923 a 1933. Es va formar artísticament amb els gitanos del seu clan; per exemple, als dos anys ja havia ballat a tablaos amb Antonio Chaquetas. Als setze anys, quan ella i la seva família van tornar a Jerez, ja va començar a cantar i ballar professionalment. El 1940 va anar a viure a Madrid i va gravar el seu primer disc, Lerele. Des de 1941 va ballar fent parella amb el cantant Manolo Caracol, amb qui va treballar fins al 1951 i va fer la pel·lícula Embrujo (1947), dirigida per Carlos Serrano de Osma. El 1957 es va casar amb un guitarrista de la seva companyia, el barceloní Antonio González, el Pescaílla. Va actuar en nombrosos espectacles i va fer d'actriu en una trentena de pel·lícules, entre les quals La Faraona, el 1953, una de les més cèlebres, rodada a Amèrica.
Als anys cinquanta s'havia convertit en l'estrella amb més caixet de l'Estat Espanyol, i cobrava un milió de pessetes per pel·lícula. Als seixanta era sovint contractada, entre d'altres, pel seu govern, que aleshores monopolitzava la televisió i controlava la ràdio, tant per a programes d'aquests mitjans com, per exemple, cada 18 de juliol (inici de la Guerra Civil espanyola) per a cantar al palau de La Granja per a Francisco Franco. En morir el dictador, la cançó i la dansa espanyola van deixar d'estar de moda, fins al punt que d'aleshores ençà es va dedicar sobretot a col·laborar a programes de televisió (Sabor a Lola i Ay Lola, Lolita, Lola) i a fer pel·lícules, com per exemple Sevillanas, de Carlos Saura, el 1992.
El 1987 va cantar en català la cançó El senyor Ramon amb el grup La Trinca, al seu programa de varietats a la televisió No passa res.

## Premis o honors
- 1962: Llaç de Dama d'Isabel la Catòlica (Espanya)
- 1967: Medalla d'or del "Círculo de Bellas Artes" de Madrid
- 1994: Medalla d'Or al Mèrit del Treball (Espanya)
- 1995: Filla predilecta de Jerez de la Frontera (pòstum)
- 1995: Medalla d'Or de la ciutat (Jerez de la Frontera, pòstum)